# James Bevan Trophy
James Bevan Trophy è un trofeo di rugby a 15 creato nel 2007 e messo in palio tra Galles e Australia. È dedicato a James Bevan, australiano di nascita e gallese d'adozione, che fu il primo capitano della nazionale del Galles.
Il trofeo è nato il 10 maggio 2007 su decisione delle federazioni gallese e australiana per celebrare il centenario di test match tra le due squadre. Il trofeo è stato commissionato dall'International Business Wales, braccio economico dell'assemblea gallese. La prima edizione del trofeo si è svolta nel successivo tour del Galles in Australia, con l'Australia che è risultata vincitrice prevalendo in entrambe le partite disputate: la prima, il 26 maggio, per 29-23, la seconda, il 2 giugno, 31-0. Il trofeo è messo in palio ad ogni incontro (o ad ogni serie) tra le due nazionali tranne quando la partita viene disputata durante la Coppa del Mondo. Le regole per l'assegnazione del trofeo sono riportate nel dettaglio nel sito della Welsh Rugby Union.

## Risultati
| Sydney 26 maggio 2007 | Australia | 29 – 23 | Galles | Stadium Australia |

| Brisbane 2 giugno 2007 | Australia | 31 – 0 | Galles | Suncorp Stadium |

| Cardiff 29 novembre 2008 | Galles | 21 – 18 | Australia | Millennium Stadium |

| Cardiff 28 novembre 2009 | Galles | 12 – 33 | Australia | Millennium Stadium |

| Cardiff 6 novembre 2010 | Galles | 16 – 25 | Australia | Millennium Stadium |

| Cardiff 3 dicembre 2011 | Galles | 18 – 24 | Australia | Millennium Stadium |

| Brisbane 9 giugno 2012 | Australia | 27 – 19 | Galles | Suncorp Stadium |

| Melbourne 16 giugno 2012 | Australia | 25 – 23 | Galles | Etihad Stadium |

| Sydney 23 giugno 2012 | Australia | 20 – 19 | Galles | Sydney Football Stadium |

| Cardiff 1º dicembre 2012 | Galles | 12 – 14 | Australia | Millennium Stadium |

| Cardiff 30 novembre 2013 | Galles | 26 – 30 | Australia | Millennium Stadium |

| Cardiff 8 novembre 2014 | Galles | 28 – 33 | Australia | Millennium Stadium |

| Cardiff 5 novembre 2016 | Galles | 8 – 32 | Australia | Millennium Stadium |

## Record

### Riepilogo generale
| Sede         | Giocate | Vinte Australia | Vinte Galles | Pareggi | PF Australia | PF Galles |
| In Australia | 5       | 6               | 0            | 0       | 132          | 84        |
| In Galles    | 8       | 7               | 1            | 0       | 209          | 141       |
| Totale       | 13      | 12              | 1            | 0       | 341          | 225       |

### Riepilogo trofei
| Nazionale | Vittorie | Anno                                                 |
| --------- | -------- | ---------------------------------------------------- |
| Australia | 9        | 2007, 2009, 2010, 2011, 2012, 2012, 2013, 2014, 2016 |
| Galles    | 1        | 2008                                                 |